# Остров жён художников

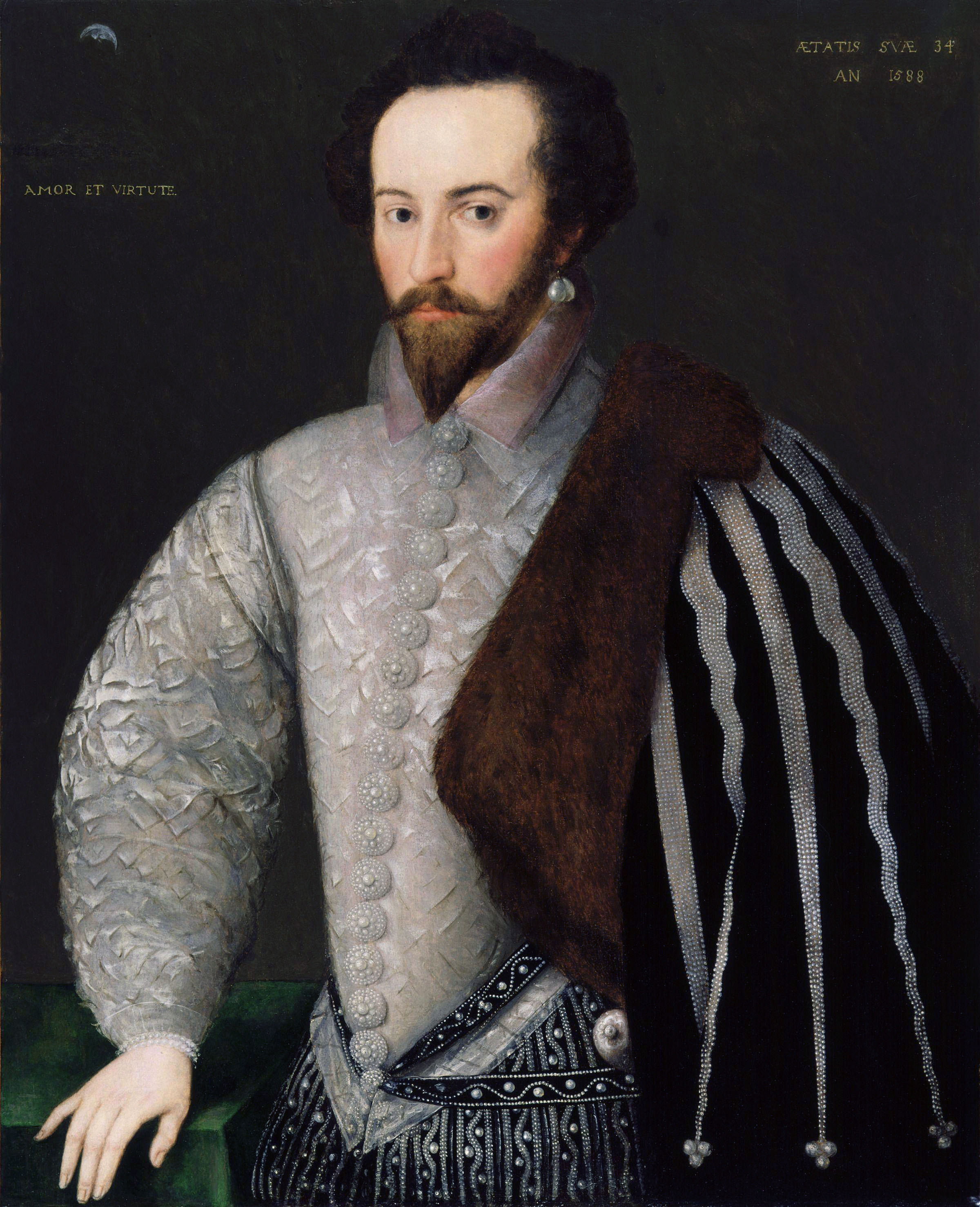
Уолтер Рэли, ок. 1588

Остров жён художников, остров Жён Художников (остров Жён Картографов), остров Жены художника (англ. The Painters Wives Island) — несуществующие территории, упоминаемые в нескольких географических трактатах XVII века. Появление таких вымышленных земель на картах связывали с удовлетворением просьб жён «художников» (картографов) запечатлеть на карте географический объект, чтобы сделать им приятное. В этой связи указывается на ограниченность научных знаний эпохи. Так, ранее картографы наносили отметки P. D. (positio dubitabilis — положение сомнительно) и E. D. (existentia dubitabilis — существование сомнительно). В то время считали предпочтительным обозначить несуществующий остров, чем вызвать чьё-то кораблекрушение в том случае, если в указанном районе он действительно находился, но не был нанесён на карту. Неисследованные области планеты заполняли орнаментами, экзотическими животными, туземцами и т. д., а также предполагаемыми, условными «территориями». Такой способ составления карт просуществовал до XVIII века, когда неисследованные территории стали обозначать «белыми пятнами». Кроме того, долгое время «наука» была оторванной от практики и ограничивалась повторением информации из считавшихся авторитетными незыблемых источников, то есть фактически «была лишь сводом мёртвых правил, неизменных с глубины веков». Картограф часто находился в положении художника и чертёжника по найму, а результат его работы был по современным понятиям не научным трудом, а совмещал в себе продукт ремесла и искусства. Английский учёный Питер Хейлин в своём труде «Космография» (Cosmographie in Four Books: Containing the Chorographie and Historie of the Whole World, and All the Principal Kingdoms, Provinces, Seas, and Isles Thereof; 1657) со ссылкой на «Историю мира» британского путешественника и государственного деятеля Уолтера Рэли привёл историю появления «Острова Жены художника». Рэли захватил в плен представителя испанской администрации Педро де Сармиенто, которому было поручено заниматься колонизацией территорий в районе Магелланова пролива. Англичанин попытался выяснить у своего узника о нескольких островах, находившихся у пролива. «На этот вопрос Сармиенто весело ответил, что их следует назвать „островами Жены художника“, потому что, когда художник рисовал эту карту, сидевшая рядом с ним жена попросила его нанести на карту одну землю для неё, чтобы она в своём воображении могла стать обладательницей острова». Поведав эту историю, Хейлин заметил: «По всей вероятности, у жены художника много островов, а возможно, есть и страны на континенте, которые изображены на наших обычных картах, но которые невозможно обнаружить даже в результате самых тщательных поисков».
Англо-ирландский писатель Джонатан Свифт в сатирическом памфлете «Сказка бочки» (1703) отнёс легендарный остров Бразил к вымышленным «вроде того, что называется Островом жён художников, помещаемым в какой-нибудь неизвестной части океана, просто по прихоти картографа». По мнению авторов российской «Энциклопедии читателя», название подобного рода географических объектов «связано с естественным желанием женатого мужчины отправить свою дражайшую половину куда подальше».